# Ефект «рима як підстава»
Ефект "рима як підстава" (або феномен Ітона-Розена) описує когнітивне спотворення, при якому вислови (особливо афоризми) вважаються більш влучними та правдивими, якщо римуються.
В основі ефекту "рима як підстава" лежить теорія з так званої евристики Кітса (названої на честь британського поета Джона Кітса). За нею формулювання, що здаються нам більш естетичними (наприклад, римовані речення), сприймаються як більш влучні. А за евристикою легкості сприйняття рими мають перевагу над їх неримованими відповідниками, оскільки на розумове опрацювання перших потрібно менше часу. Ми вважаємо такі формулювання ціннішими, навіть якщо вони не мають особливого практичного значення. Приклад: "весна - краса", "весна прекрасна".

## Експеримент
З метою перевірити вплив рими на сприйняття висловлювань був проведений експеримент.  Спершу був проведений пошук не дуже відомих римованих афоризмів, що містять життєві поради чи описують людську поведінку. Для кожного висловлювання було створено ще два варіанти, замінивши одне з римованих слів синонімом, щоб воно більше не римувалося, але зберігало значення.
Наприклад:
- What sobriety conceals, alcohol reveals. (українською це звучить приблизно так: Що тверезість приховує, те алкоголь розкриває.)
- What sobriety obscures, alcohol reveals.
- What sobriety conceals, alcohol unmasks.

Учасники оцінювали кожен із представлених висловів окремо за такими критеріями: зрозумілість, точність, відповідність дійсності. Хоча між римованим та неримованим варіантами не було відмінностей з точки зору змісту, варіанти з римою оцінили як більш точні та достовірні.
Українською мовою цей ефект можна розглянути на таких прикладах:
- Заліз у багатство — забув і братство.
- Заліз у гроші — забув і братство.
- Заліз у багатство — забув і братів.

## Відмінність відриторичних фігур
Феномен Ітона-Розена виникає при конкуруванні двох рівнозначних висловлювань і пояснює те, що рими сприймаються як більш достовірні. Його можна розглядати як один із факторів риторичного використання стилістичних фігур, таких як парономазія.

## Приклади парономазії
Став відомим вислів адвоката Джонні Кокрана, сформований під час захисту О. Дж. Сімпсона у справі про вбивство. 
"If it doesn’t fit, you must acquit"
Інші приклади парономазії:
- "Що ж ти не підтягуєш, та й не потягуєш?" (A.C. Пушкін, "Борис Годунов")
- "Нема чого їх ні жаліти, ні жалувати." (A.C. Пушкін, "Капітанська дочка")
- "Служити б радий, прислужувати нудно." (Грибоєдов, " Горе від розуму")